# Накатані Масайосі
Масайосі Накатані (яп. 中谷正義, англ. Masayoshi Nakatani; 8 березня 1989, Осака) — японський професійний боксер, який виступав у легкій вазі.

## Боксерська кар'єра
Масайосі Накатані почав займатися боксом, коли навчався в середній школі. Одночасно з боксом певний час він займався також ніхон-кемпо.
12 червня 2011 року провів перший професійний бій. 11 січня 2014 року в сьомому бою здобув титул Східної і Тихоокеанської федерації боксу OPBF у легкій вазі. Упродовж 2014—2018 років провів у Японії 11 вдалих захистів звання чемпіона.

### Накатані проти Лопеса
Займаючи високе місце в рейтингу Міжнародної боксерської федерації, Масайосі Накатані дебютував у США. 19 липня 2019 року в Оксон-Гіллі відбувся відбірковий бій за статус обов'язкового претендента на титул чемпіона світу за версією IBF Теофімо Лопес — Масайосі Накатані. Японець через свої габарити виявився дуже незручним суперником для місцевого фаворита, та все ж американець здобув перемогу одностайним рішенням. Накатані зазнав першої поразки.

### Накатані проти Вердехо
12 грудня 2020 року в бою за вакантний титул інтерконтинентального чемпіона за версією WBO в легкій вазі Накатані зустрівся з пуерториканцем Феліксом Вердехо. Перед зустріччю пуерториканець був фаворитом, і бій розпочався для нього дуже вдало. Вже в першому раунді він відправив Накатані в нокдаун, в четвертому — зробив це вдруге. 10-раундовий бій наближався до завершення, і Вердехо випереджав на картках суддів. Але у дев'ятому раунді Накатані вдався хороший джеб назустріч, і в нокдауні опинився пуерториканець. Він зумів продовжити бій, але в наступній атаці Накатані відправив його в жорстокий нокаут.

### Накатані проти Ломаченка
26 червня 2021 року Накатані Масайосі в готелі Virgin Hotels Las Vegas у Парадайзі, штат Невада, США зустрівся в бою з колишнім об'єднаним чемпіоном світу в легкій вазі Василем Ломаченком.
Великий набір боксерських навичок та зарядженість на бій українця, який проводив перший бій після втрати чемпіонських титулів, дозволили Ломаченкові домінувати у цьому поєдинку. Накатані намагався відповідати на удари суперника, але помітно поступався тому у швидкості, і його удари не досягали цілі, оскільки Ломаченко під час контратак Накатані вже був поза зоною досяжності і готував наступні комбінації. Японець стійко переносив влучання українця, але у п'ятому раунді побував у нокдауні, а у дев'ятому знесилів настільки, що впав під ударами ексчемпіона, і рефері зупинив бій, припинивши одностороннє побиття.